# The Seven Year Hitch
The Seven Year Hitch ou O Amor Mora ao Lado (português brasileiro) é um telefilme americano lançado em 2012. É uma comédia romântica dirigida por Bradford May.

## Sinopse
Jennifer e Kevin são inseparáveis desde os seis anos de idade. Após se formar e começar a carreira, Jennifer deixa o amigo morar na sua casa nova até colocar a vida nos eixos. Sete anos depois, ainda vivendo sob o mesmo teto, Kevin vê Jennifer ficar noiva de um crápula e percebe que, para impedir este casamento, terá que enfim confrontar os seus sentimentos pela amiga.